# Mothra (film)
Mothra är en japansk film från 1961. Det är den första filmen om det klassiska filmmonstret Mothra, och är regisserad av Ishiro Honda.

## Rollista (urval)
- Frankie Sakai - Fukuda
- Kyoko Kagawa - Michi Hanamura
- Hiroshi Koizumi - Shin'ichi Chūjō
- Jerry Itou - Clark Nelson
- Emi Ito - Shobijin
- Yûmi Ito - Shobijin

## Musik i filmen
- The Song of Mothra, skriven av Yuji Koseki, framförd av The Peanuts (Emi Ito och Yûmi Ito)